# Colle del Termine
Colle del Termine è un rilievo dei Monti Reatini che si trova nel Lazio, nella provincia di Rieti, tra il comune di Castel Sant'Angelo e quello di Borgo Velino.